# Füstös harkályrigó
A füstös harkályrigó (Dendrocincla fuliginosa) a madarak (Aves) osztályának verébalakúak (Passeriformes) rendjébe, valamint a fazekasmadár-félék (Furnariidae) családjába és a fahágóformák (Dendrocolaptinae) alcsaládjába tartozó faj.

## Rendszerezése
A fajt Louis Pierre Vieillot francia ornitológus írta le 1818-ban, a Dendrocopus nembe  Dendrocopus fuliginosus néven, innen helyezték jelenlegi nemébe.

## Alfajai
- Dendrocincla fuliginosa atrirostris (Orbigny & Lafresnaye, 1838)
- Dendrocincla fuliginosa barinensis W. H. Phelps & W. H. Phelps Jr, 1949
- Dendrocincla fuliginosa deltana W. H. Phelps & W. H. Phelps Jr, 1950
- Dendrocincla fuliginosa fuliginosa (Vieillot, 1818)
- Dendrocincla fuliginosa lafresnayei Ridgway, 1888
- Dendrocincla fuliginosa meruloides (Lafresnaye, 1851)
- Dendrocincla fuliginosa neglecta Todd, 1948
- Dendrocincla fuliginosa phaeochroa Berlepsch & Hartert, 1902
- Dendrocincla fuliginosa ridgwayi Oberholser, 1904
- Dendrocincla fuliginosa rufoolivacea Ridgway, 1888
- Dendrocincla fuliginosa taunayi Pinto, 1939
- Dendrocincla fuliginosa trumaii Sick, 1950
- Dendrocincla fuliginosa turdina (Lichtenstein, 1820)[2]  vagy Dendrocincla turdina[1]

## Előfordulása
Bolívia, Brazília, Costa Rica, Ecuador, Francia Guyana, Guyana, Honduras, Kolumbia, Nicaragua, Panama, Peru, Suriname, Trinidad és Tobago, valamint Venezuela területén honos.
Természetes élőhelyei a szubtrópusi és trópusi  síkvidéki és hegyi esőerdők, száraz és mocsári erdők, valamint ültetvények és másodlagos erdők. Állandó, nem vonuló faj.

## Megjelenése
Testhossza 23 centiméter, testtömege 25-50 gramm. Tollazata barna színű.
|  |

## Életmódja
Főleg ízeltlábúkkal és más gerinctelenekkel táplálkozik, de rendszeresen fogyaszt kisebb gerinceket is.

## Szaporodása
Levelekkel bélelt fészkébe, 2-3 fehér tojást rak.

## Természetvédelmi helyzete
Az elterjedési területe rendkívül nagy, egyedszáma viszont csökken, de még nem éri el a kritikus szintet. A Természetvédelmi Világszövetség Vörös listáján nem fenyegetett fajként szerepel.